# Comtat de Dillingen
El comtat de Dillingen fou una jurisdicció feudal sorgida amb centre al castell de Dillingen (a l'est d'Ulm) testimoniada vers 1111.
Els Dillingen, per raons onomàstiques, s'han relacionat amb el bisbe d'Augsburg Ulric (890-973) i el clan dels Hupaldings. Els ancestres dels comtes haurien tingut possessions al nord de la moderna Suïssa on es van establir definitivament vers 1065/1070. Com altres senyors de la zona es van fer independents aprofitant la debilitat del poder rodolfià i imperial. El 1111 són testimoniats com a comtes. El 1121 va morir el comte Hartman de Dillingen que s'havia casat amb Adeleida de Winterthur (a vegades dita de Kyburg), una rica dama aristocràtica de la zona que posseïa dominis senyorials a Turgòvia, i drets (o almenys pretensions) sobre terres de la rodalia de Winterthur i sobre el castell de Kyburg. El fonament de les pretensions d'Adelaida i el seu propi origen divideixen als historiadors (vegeu comtat de Kyburg i comtat de Winterthur).